# Strandhåndbold
Strandhåndbold (Beach handball) er en variation af håndbold, der spilles på en sandbane. På hvert hold spiller standardmæssigt tre markspillere og en målvogter. Kampen består af to halvlege på hver ti minutter, og for at vinde kampen skal man vinde to halvlege eller, hvis begge hold vinder en halvleg, vinde "solo-mod-målvogter"-runden (svarende til straffekastkonkurrencer i almindelig håndbold). En kamp vindes derfor 2-0 eller 2-1.

## Banen
Banen er samlet 27 × 12 m med et rektangulært målfelt på 6 m i banens hele bredde i hver ende på den lange led. Målet er 2 × 3 m og placeret for midt på baglinjen. Hele spillepladsen (banen samt lidt udenomsareal) er dækket af et lag af fint sand på mindst 40 cm.
Banen markeres normalt med farvede bånd til yderlinjen samt markeringen af målfeltet.
Udskiftningsområdet er området mellem de to målfelter, og holdene opholder sig på hver sin side af banen.

## Spillet
Der spilles fra 0-0 i hver halvleg, og kampen sættes i gang med et dommerkast på banens midte. 
En scoring belønnes som følger:
- normal scoring: 1 point
- vip og andre spektakulære scoringer (i praksis: piruetter, hvor fødderne er parallelle og peger mod målet inden afsættet) : 2 point
- scoring af målvogter: 2 point
- scoring på straffekast: 2 point

Når halvlegen er forbi, er det hold, der har flest scoringspoint, vinder af halvlegen. Hvis resultatet er uafgjort, spilles golden goal, indtil et af holdene har scoret; dette hold vinder dermed halvlegen. Hvis et hold vinder begge halvlege, vinder det kampen 2-0. Hvis holdene vinder hver sin halvleg, afgøres kampen i en "solo-mod-målvogter"-runde (også kaldet "shoot-out"). 
"Solo-mod-målvogter" fungerer ved, at fem af holdets spillere skiftevis med modstanderne forsøger at score på en slags hurtigt opløb. Ved indledningen af hvert forsøg står begge målvogtere på målstregen, og den, der skal forsøge at score, står med bolden, hvor målfeltlinjen for eget hold møder sidelinjen. Når dommeren giver signal, kaster spilleren bolden til egen målvogter, og denne skal senest tre sekunder efter at have modtaget bolden kaste den tilbage til markspilleren, der i mellemtiden er løbet mod modstanderens mål, hvorunder bolden ikke må ramme sandet. Markspilleren skal nu ved overholdelse af de normale regler søge at score. Alternativt kan målvogteren søge selv at score. Der gives point efter reglerne i kampen. 
Når de fem forsøg for hvert hold er gennemført, og der er forskel i pointtallet, vinder holdet med højeste pointtal. Står det uafgjort, fortsættes der efter princippet om golden goal. Sejr i "solo-mod-målvogter" giver kampresultatet 2-1.

## Spillets taktik
Strandhåndbold adskiller sig afgørende fra indendørs håndbold ved, at normal dribling i sagens natur ikke er mulig. Der opereres i stedet med enhåndsdribling, hvor spilleren med én hånd triller bolden på sandet, men dette benyttes dog typisk kun for at afvente en afleveringsmulighed ved fx udskiftninger. Der spilles som ved indendørs håndbold med treskridtsreglen, men det primære spil foregår ved, at det angribende hold afleverer frem og tilbage for at finde en åbning, som det også kendes fra andre former for håndbold. På grund af pointsystemet tilskynder spillet til tekniske finesser, især ved skudforsøg, da spektakulære mål tæller to point. Det gør også målvogterscoringer, og derfor er det almindeligt at indskifte en markspiller med målvogtertrøje på (en såkaldt "specialist"), når man er i angreb, som man også af og til ser i almindelig håndbold. Det betyder naturligvis også, at der skal skiftes lynhurtigt ud, når der har været afslutningsforsøg, så man ikke efterlader et tomt mål.
Med specialisten på banen spiller man som angribende hold dermed fire mod tre (samt målmanden), og spillet foregår typisk ved afleveringer frem og tilbage som i indendørs håndbold, indtil enten en af fløjene eller "stregspilleren" er fri, hvorpå man med en aflevering til denne kan give mulighed for en spektakulær scoring.
Forsvarsspillerne skal søge at afskære mulighederne for at komme til afslutning, men selv om en angriber bliver fri til afslutning, vil han/hun typisk forsøge en piruet, hvorpå den nærmeste forsvarsspiller kan springe ind og forsøge at blokere eller i det mindste gøre skudmulighederne mindre.

## Turneringer og historie
Strandhåndbold spilles på grund af vejret primært om sommeren (i Danmark), hvilket også er det tidspunkt, hvor de normale turneringer ligger stille. Mange spillere bruger derfor strandhåndboldstævner som en hyggelig afveksling i træningen op til den kommende sæson. Efterhånden har strandhåndbolden vundet større respekt, og der afholdes også officielle stævner om både danmarksmesterskabet, europamesterskab og verdensmesterskab. 
Disciplinen er relativt ny, og de første europamesterskaber blev afholdt i 2000. Reglerne er internationalt fastsat så sent som i 2002, men efterhånden er mesterskaberne blevet mere populære. Landsholdene har typisk spillere, der enten er specialiserede i strandhåndbold eller ikke har større karrierer i indendørs håndbold. Danmark er undtagelsen, idet en af de største navne på landsholdet indendørs, Hans Lindberg, flere gange har spillet med ved EM i strandhåndbold, hvilket af EHF vurderes til at være af stor betydning for at få spillet yderligere udbredt. For Danmark spiller også den etablerede ligaspiller Jannick Mazur på landsholdet, mens den tidligere landsholdspiller Lise Knudsen spiller på kvindelandsholdet.
DM har været afholdt siden 1997 og har været anerkendt som officielt mesterskab siden 2001. Det er ikke nødvendigvis de samme klubber, der klarer sig godt i strandhåndbold, som de, der klarer sig godt i indendørs håndbold. Men i årenes løb har hold som Frederikshavn FOX og Horsens HK vundet hos kvinderne, mens Viborg HK, TMS Ringsted og Bjerringbro FH har vundet hos mændene.